# Deborah Ombres
Deborah Ombres, de son vrai nom Javier Díaz Blanco, est une dragqueen, présentatrice de télévision et actrice de cinéma espagnole, née le 3 novembre 1975 à Valladolid (Espagne).

## Carrière
Partie à Madrid pour étudier le théâtre, la danse et les arts martiaux, elle fit ses débuts à la télévision avec Mamá, quiero ser drágstica, jusqu'à ce qu'elle devienne présentatrice de sa propre émission sur la chaîne câblée MTV Hot. Elle a notamment participé à  La Selva de los Famosos, Caiga Quien Caiga ou Rompecorazones.
En 2012, elle participe à la marche des fiertés de Gijón avec Rossy de Palma et La Terremoto de Alcorcón.
En 2017, elle participe à une émission qui accompagne la retransmission de l'Eurovision sur RTVE.es, avec Azúcar Moreno et Rosa López.
Elle est considérée comme « la première drag à présenter une émission de télévision en Espagne ».